# 冬冬的假期

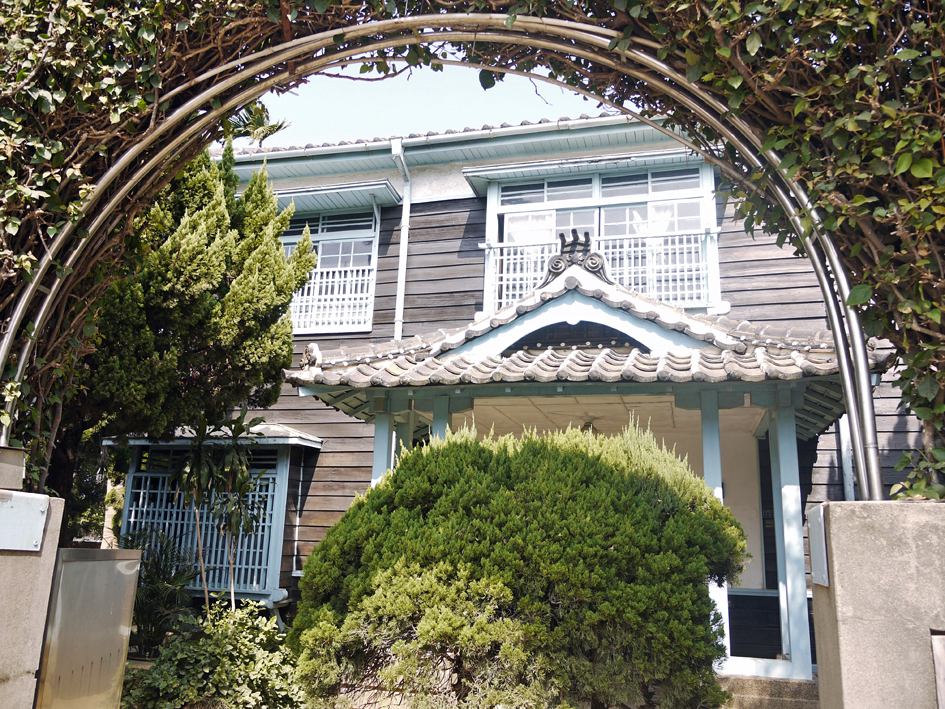
銅鑼鄉重光診所是《冬冬的假期》拍攝場景之一。

《冬冬的假期》是1984年上映的臺灣電影，由侯孝賢導演，侯孝賢及朱天文編劇，陳博正、王啟光、李淑楨主演。本片榮獲南特影展最佳劇情片獎、亞太影展最佳導演獎。

## 拍片緣起
導演侯孝賢指出，《風櫃來的人》多參考自身經驗，《冬冬的假期》則多是編劇朱天文的經驗。例如拍《冬冬的假期》就注意到朱天文外祖父的摩托車、時鐘都有40、50年，還有手搖唱片機，除了顯示前人珍惜物品，也表現出長久、穩定地生活在台灣。跟侯孝賢家庭就相當不同，因為從大陸來台的侯父，以為只是短期在台灣工作，隨時要離開，「這種疑慮跟不安，你不自覺得會受到影響。」

## 拍攝場景
- 苗栗縣銅鑼鄉重光診所[4]
- 臺北市中山區中正國民小學，片頭取自於1984年中正國小畢業典禮
- 臺北車站月台（未地下化前）

## 劇情
某年夏天，冬冬的母親生病，冬冬和妹妹婷婷隨小舅搭火車到苗栗縣的外公家度暑假。冬冬與當地的小孩結為好友，一起在鄉間玩耍。冬冬的舅舅昌民使女友林碧雲懷孕，碧雲母跑來鬧事，昌民和碧雲在沒有眾人祝福的情況下結婚。冬冬偶然闖入舅舅房間，發現屋內藏著兩個通緝犯，舅舅被叫到警局問話。瘋女寒子，人人躲避，而婷婷卻同她要好，後來她從鐵軌上救下婷婷性命。寒子遭人調戲，後來又懷孕、流產，外公為救治她沒能去探望女兒。暑假很快過去，冬冬與婷婷回到臺北市。

## 演員列表
| 演員   | 角色     | 备注                  |
| 王啟光 | 冬冬     |                       |
| 李淑楨 | 婷婷     | 冬冬的妹妹            |
| 陳博正 | 劉昌民   | 冬冬的舅舅            |
| 林秀玲 | 林碧雲   | 昌民的女友            |
| 古軍   |          | 冬冬的外公            |
| 梅芳   |          | 冬冬的外婆            |
| 楊德昌 |          | 冬冬的爸爸            |
| 丁乃竺 |          | 冬冬的媽媽/昌民的姐姐 |
| 顏正國 | 顏正國   | 外公家附近的鄉下玩伴  |
| 楊麗音 | 瘋女寒子 |                       |
| 卓勝利 |          |                       |

## 獎項紀錄
- 第21届金馬獎 (1984年)

| 獎項         | 入圍者 | 結果 |
| 最佳改編劇本 | 朱天文 | 提名 |
| 最佳童星     | 王啟光 | 提名 |

## 外部連結
- 開眼電影網上《冬冬的假期》的資料（繁體中文）
- 香港影庫上《冬冬的假期》的資料（繁體中文）
- 时光网上《冬冬的假期》的資料（简体中文）
- 豆瓣电影上《冬冬的假期》的資料 （简体中文）
- 爛番茄上《冬冬的假期》的資料（英文）
- AllMovie上《冬冬的假期》的资料（英文）
- 互联网电影数据库（IMDb）上《冬冬的假期》的资料（英文）